# 14835 Holdridge
14835 Holdridge è un asteroide della fascia principale. Scoperto nel 1987, presenta un'orbita caratterizzata da un semiasse maggiore pari a 2,3525896 UA e da un'eccentricità di 0,2787994, inclinata di 23,01224° rispetto all'eclittica.